# Finlandia ai XXII Giochi olimpici invernali
La Finlandia ha partecipato ai XXII Giochi olimpici invernali, che si sono svolti dal 7 al 23 febbraio a Soči in Russia, con una delegazione composta da 103 atleti.

## Biathlon
Secondo i risultati del 2012 e dei Campionati mondiali di biathlon 2013 la Finlandia ha 10 atleti qualificati:
- 5 Uomini
- 5 Donne

## Hockey su ghiaccio
La Finlandia ha entrambe le squadre qualificate  :

### Torneo maschile
- Squadra maschile (23 atleti)

#### Prima fase
| Soči 13 febbraio 2014, ore 12:00 UTC+4 | Finlandia | – | Austria | Palazzetto del ghiaccio Bol'šoj |

| Soči 14 febbraio 2014, ore 21:00 UTC+4 | Norvegia | – | Finlandia | Palazzetto del ghiaccio Šajba |

| Soči 16 febbraio 2014, ore 21:00 UTC+4 | Finlandia | – | Canada | Palazzetto del ghiaccio Bol'šoj |

Classifica
| Squadre   | Punti | PG | V | VOT | POT | P | GF | GS | DG |
| --------- | ----- | -- | - | --- | --- | - | -- | -- | -- |
| Austria   | 0     | 0  | 0 | 0   | 0   | 0 | 0  | 0  | 0  |
| Canada    | 0     | 0  | 0 | 0   | 0   | 0 | 0  | 0  | 0  |
| Finlandia | 0     | 0  | 0 | 0   | 0   | 0 | 0  | 0  | 0  |
| Norvegia  | 0     | 0  | 0 | 0   | 0   | 0 | 0  | 0  | 0  |

### Torneo femminile
- Squadra femminile (21 atlete)

#### Prima fase
| Soči 8 febbraio 2014, ore 12:00 UTC+4 | Stati Uniti | – | Finlandia | Palazzetto del ghiaccio Šajba |

| Soči 10 febbraio 2014, ore 19:00 UTC+4 | Finlandia | – | Canada | Palazzetto del ghiaccio Šajba |

| Soči 12 febbraio 2014, ore 12:00 UTC+4 | Svizzera | – | Finlandia | Palazzetto del ghiaccio Šajba |

Classifica
| Squadre     | Punti | PG | V | VOT | POT | P | GF | GS | DG |
| ----------- | ----- | -- | - | --- | --- | - | -- | -- | -- |
| Canada      | 0     | 0  | 0 | 0   | 0   | 0 | 0  | 0  | 0  |
| Finlandia   | 0     | 0  | 0 | 0   | 0   | 0 | 0  | 0  | 0  |
| Svizzera    | 0     | 0  | 0 | 0   | 0   | 0 | 0  | 0  | 0  |
| Stati Uniti | 0     | 0  | 0 | 0   | 0   | 0 | 0  | 0  | 0  |